# Вулиагмени (озеро)
Вулиагме́ни (греч. λίμνη Βουλιαγμένης) — минеральное озеро в Греции, расположенное у одноимённого малого города, входящего в общину (дим) Вари-Вула-Вулиагмени в Восточной Аттике в Аттике. Минеральные воды поступают в озеро с глубины от 50 до 100 метров и имеют температуру от 22 до 29 °C. Также озеро питается пресной водой из источника на глубине 17 метров. Озеро связано подземной пещерой с морем. Озеро находится в южной части горы Имитос, недалеко от моря. Форма озера овальная, длина 260 м, шириной 145 метров, площадь 1,59 га. Водная поверхность находится на полметра выше поверхности моря. Входит в сеть охранных участков Натура 2000.
Название происходит от βουλιαγμένος «затонувший» от βουλιάζω «тонуть, идти ко дну; погружаться» и -γμένος — окончания страдательного причастия. Озеро образовалось после обрушения свода большой подземной пещеры из-за эрозии и тектонической активности примерно 2000 лет назад. Из-за сравнительной молодости озера, о нём нет никаких упоминаний в античных источниках вплоть до Павсания. Пещера образовалась в известняковых скалах, характерных для данного региона. Связанная с озером пещерная система исследована на длину 3123 м. В пещере есть 14 тоннелей, в которых обнаружены подводные сталагмиты. Дно озера состоит из илистых субстратов, богатых сернистыми соединениями. Вода озера имеет повышенное содержание минералов и микроэлементов, таких как калий, натрий, литий, аммоний, кальций, железо, хлор и йод. Воды озера показаны при ревматических заболеваниях, спортивных травмах, заболеваниях нервной системы, дерматозах и гинекологических заболеваниях.
В 1980-х годах в озере был обнаружен новый вид актиний: Paranemonia vouliagmeniensis, местный эндемик. Также в озере найдены два других вида беспозвоночных: Abra segmentum (Récluz, 1843) и Cerastoderma glaucum. Последний вид способствует очищению воды озера от микробов. Также в озере живёт рыба Garra rufa.